# Ринчен Зангпо
Лочен Ринчен Зангпо (958 – 1055), наричан също Лоцава Ринчен Зангпо и Махагуру е основен преводач (Лоцава) от санскрит на тибетски при втората вълна на разпространение на будистките учения в Тибет. Той е ученик на индийския учен Атиша Дипанкара Шриджняна. Ученикът му Гуге Китангпа Йешепал пише биография на Ринчен Зангпо. Твърди се, че е построил сто манастира в западен Тибет като прочутия манастир Табо в Химачал Прадеш. Сред важните му ученици са Лочунг Легпа Шераб, Гунгшинг Цондру Гялцен, Драпа Шону Шераб, Кюнор Джнана, както и един от бащите на линията Сакя Сачен Кунга Нингпо.
Зангпо е роден през 958 г. в региона Нгари в Западен Тибет. На 13 г. е ръкоположен от игумена Зангпо. Като младеж е изпратен от крал Йешесод, който както изглежда е бил управник на Занскар, Гуге, Спити и Кинаур заедно с други млади учени в Кашмир и други будистки центрове за да изучи и да се върне в западен Тибет с будистки учения. Той е изключително важен за втората вълна на разпространение на будизма в Тибет след погрома при крал Ландарма. Превежда множество сутри и трактати на Махаяна, оставя и мнгобройни коментари върху различни тантри. Според някои източници той става крал на западнохималайското кралство Гуге.